# Abiotisch
Abiotisch (altgriechisch ἀ, a-, un- und βίος, bíos, Leben = „leblos“, „ohne Leben“) bezeichnet Vorgänge und Zustände, gelegentlich auch Gegenstände in einem Ökosystem, an denen keine Lebewesen beteiligt sind.
Beispiele:
- abiotische Stoffumsetzungen: nicht durch Lebewesen bewirkte chemische Stoffumwandlungen
- abiotische Umweltfaktoren: Faktoren, Zustände der Umwelt, die von Lebewesen nicht verursacht oder beeinflusst werden

Weniger gebräuchlich ist die Anwendung des Ausdrucks auf Stoffe, die nicht von Lebewesen gebildet werden. Hierfür ist der Ausdruck abiogen gebräuchlicher.
Der Ausdruck abiotisch wird hauptsächlich als Gegensatz zu biotisch verwendet.